# رودیگر اشنوفاسه
رودیگر اشنوفاسه (به آلمانی: Rüdiger Schnuphase) بازیکن فوتبال و هافبک اهل آلمان شرقی بود که از سال ۱۹۷۳ میلادی عضو تیم ملی فوتبال آلمان شرقی بوده‌است. وی در ۴۵ بازی ملی حضور داشته و در بازی‌های ملی‌اش ۶ گل به ثمر رساند. رودیگر اشنوفاسه آخرین بازی ملی خود را در سال ۱۹۸۳ میلادی انجام داد.